# Cai Evans
Pour les articles homonymes, voir Evans.
Pas d'image ? Cliquez ici

a Compétitions nationales et continentales officielles uniquement.

b Matchs officiels uniquement.
Dernière mise à jour le 28 janvier 2024.
Cai Evans, né le 23 juin 1999 à Penarth (Pays de Galles), est un joueur international gallois de rugby à XV jouant aux poste de demi d'ouverture et d'arrière aux Dragons, depuis 2023.
Son père, Ieuan Evans est également un joueur international gallois de rugby à XV.

## Biographie

### Jeunesse et formation
Cai Evans naît le 23 juin 1999 à Penarth, au pays de Galles. Il est le fils de l'ancien international gallois et capitaine de la sélection, membre des Lions britanniques et irlandais : Ieuan Evans. 
Cai Evans commence le rugby à l'âge de six ans dans le club local, le Cowbridge RFC, et y joue jusqu'à ses seize ans. En parallèle il s'essaye à d'autres sports tels que le football, le tennis ou encore le cricket, mais préfère le rugby. Ensuite, il rejoint le centre de formation des Cardiff Blues mais n'est pas conservé. Alors, il rejoint les Ospreys chez les moins de 18 ans. 
En 2018 et 2019, il est sélectionné en équipe du pays de Galles des moins de 20 ans. Il participe notamment aux Tournois des Six Nations des moins de 20 ans en 2018 et 2019 et aux championnats du monde junior de ces deux années,. 

### Débuts professionnels aux Ospreys (2017-2023)
Cai Evans fait ses débuts avec les Ospreys le 10 novembre 2017, à dix-sept ans, à l'occasion d'un match de Coupe anglo-galloise de la saison 2017-2018 contre les Wasps. Il entre en jeu à cinq minutes de la fin à la place de Dafydd Howells (en) mais les siens sont battus 12-16. Deux mois plus tard, en janvier 2018, il joue son deuxième et dernier match de la saison : une titularisation au poste d'arrière contre Gloucester Rugby en coupe. Son équipe perd 43 à 20.
En 2018-2019, il joue aussi deux matchs. Il fait notamment ses débuts en Challenge européen le 20 octobre 2018, dans une défaite 27-21 contre les Worcester Warriors. Il marque dans cette rencontre les premiers points de sa carrière, deux transformations, soit quatre points. Il participe également à une défaite 12 à 3 contre le Stade français. C'est à partir de la saison 2019-2020 que Cai Evans s'impose dans le XV de départ des Ospreys, profitant de nombreuses absences liées à la Coupe du monde et aux blessures,. En effet, cette saison il joue seize matchs dont quatorze en tant que titulaire, tous au poste d'arrière, avant l'arrêt prématuré de la saison lié à la pandémie de Covid-19. Après cet arrêt anticipé des compétitions, Evans prolonge son contrat avec les Ospreys de deux ans, soit jusqu'en 2022,.
Après sa première saison complète, il est considéré comme un titulaire pour la saison 2020-2021. Cependant, face à de nombreuses blessures, il ne joue que très peu jusqu'à la fin de la saison 2022-2023.

### Transfert au Dragons et débuts internationaux (depuis 2023)
À la suite de plusieurs saisons difficiles durant lesquels il joue peu, il décide de s'engager en juillet 2023 avec les Dragons. Sa polyvalence lui permettant de jouer à l'arrière et à l'ouverture ont été un atout facilitant son transfert. Il est recruté par Dai Flanagan (en), l'entraîneur des Dragons qui l'avait connu lorsqu'il jouait avec les moins de 20 ans gallois.
Puis, à la surprise générale, il est présélectionné par Warren Gatland dans un groupe de 54 joueurs pour préparer la Coupe du monde 2023 avec son pays,. Il est appelé notamment pour sa polyvalence, son jeu au pied et pour le récompenser de ses quelques bons matchs de la saison passée, malgré les blessures,. Quelques semaines plus tard, il est conservé dans un groupe plus restreint de 42 joueurs. Le 19 août 2023, avec les blessures de Liam Williams et Dan Biggar, Cai Evans est propulsé sur la feuille de match et connaît sa première cape avec son pays à l'occasion du dernier match de préparation au Mondial, face à l'Afrique du Sud. Pour cette rencontre, il est titulaire à l'arrière, marque une transformation et joue 75 minutes avant d'être remplacé par Sam Costelow. Les Gallois sont largement battus par les Springboks sur le score de 52 à 16. Il n'est ensuite finalement pas retenu dans le groupe de 33 joueurs participant à la Coupe du monde,. 
Après avoir retrouvé du temps de jeu et été épargné par les blessures en première partie de saison 2023-2024, il est rappelé avec le pays de Galles pour un match non officiel contre les Barbarians. Il joue la deuxième mi-temps de cette rencontre se terminant par une victoire galloise 49-26. Ensuite, au mois de janvier 2024, il est sélectionné pour le Tournoi des Six Nations 2024,.

## Statistiques

### En province
| Saison        | Club          | Championnat               | Championnat | Championnat | Compétitions de l'EPCR | Compétitions de l'EPCR | Compétitions de l'EPCR |
| Saison        | Club          | Compétition               | Matchs      | Points      | Compétition            | Matchs                 | Points                 |
| ------------- | ------------- | ------------------------- | ----------- | ----------- | ---------------------- | ---------------------- | ---------------------- |
| 2017-2018     | Ospreys       | Pro14                     | -           | -           | Coupe d'Europe         | -                      | -                      |
| 2017-2018     | Ospreys       | Coupe anglo-galloise      | 2           | -           | Coupe d'Europe         | -                      | -                      |
| 2018-2019     | Ospreys       | Pro14                     | -           | -           | Challenge européen     | 2                      | 4                      |
| 2019-2020     | Ospreys       | Pro14                     | 11          | -           | Coupe d'Europe         | 5                      | -                      |
| 2020-2021     | Ospreys       | Pro14                     | 3           | -           | Challenge européen     | -                      | -                      |
| 2020-2021     | Ospreys       | Pro14 Rainbow Cup         | 2           | -           | Challenge européen     | -                      | -                      |
| 2021-2022     | Ospreys       | United Rugby Championship | 2           | -           | Challenge européen     | -                      | -                      |
| 2022-2023     | Ospreys       | United Rugby Championship | 5           | 14          | Champions Cup          | 2                      | 17                     |
| Total Ospreys | Total Ospreys | Total Ospreys             | 25          | 14          | Compétitions EPCR      | 9                      | 21                     |
| 2023-2024     | Dragons       | United Rugby Championship | 6           | 36          | Challenge Cup          | 3                      | 32                     |
| Total Dragons | Total Dragons | Total Dragons             | 6           | 36          | Compétitions EPCR      | 3                      | 32                     |
| Total         | Total         | Total                     | 31          | 50          | Compétitions EPCR      | 12                     | 53                     |

### Internationales

#### Équipe du pays de Galles des moins de 20 ans
Cai Evans a disputé vingt matchs avec l'équipe du pays de Galles des moins de 20 ans en deux saisons, prenant part à deux éditions du Tournoi des Six Nations des moins de 20 ans en 2018 et 2019, et deux éditions du championnat du monde junior en 2018 et 2019. Il a inscrit 155 points.

#### Équipe du pays de Galles
Au 28 janvier 2024, Cai Evans compte une sélection en équipe du pays de Galles et a marqué 2 points.
| Année | Compétition | Matchs | Points | Essais | Pén. | Tr. | Drops |
| ----- | ----------- | ------ | ------ | ------ | ---- | --- | ----- |
| 2023  | Test matchs | 1      | 2      | -      | -    | 1   | -     |
| Total | Total       | 1      | 2      | 0      | 0    | 1   | 0     |

## Palmarès
Néant